# Helena Dornheim
Helena Dornheim (* 23. März 2004 in Ostfildern) ist eine deutsche Volleyballspielerin.

## Werdegang
Dornheim kommt aus der Jugend des Bundesligisten Allianz MTV Stuttgart und trainierte dort beim Bundesstützpunkt Stuttgart. In der Saison 2020/21 wechselte Helena Dornheim in das Zweitliga-Team von Allianz MTV Stuttgart. Im November 2020 wurde die Außenangreiferin im DVV-Pokal-Viertelfinale erstmals im Erstliga-Team eingesetzt. In der Saison 2021/22 stand die Jugendnationalspielerin im Kader des Bundesliga-Teams und absolvierte parallel ihr Abitur. Stuttgart gewann 2022 das DVV-Pokalfinale gegen den Dresdner SC und im Playoff-Finale gegen den SC Potsdam auch die deutsche Meisterschaft. Außerdem erreichte Stuttgart das Finale im CEV-Pokal gegen Eczacıbaşı Istanbul.
Zur Saison 2022/23 wechselte Dornheim zum Ligakonkurrenten Ladies in Black Aachen. In dieser Saison erreichte sie mit der Mannschaft das Halbfinale im DVV-Pokal, verpasste aber anschließend als Tabellenneunter der Bundesliga-Hauptrunde die Playoffs. Im Mai 2023 wurde die Außenangreiferin erstmals in den erweiterten Kader der deutschen Nationalmannschaft berufen. In der Saison 2023/24 kamen die Ladies in Black ins Pokal-Viertelfinale gegen Allianz MTV Stuttgart. Ende Januar 2024 verließ sie den Verein auf eigenen Wunsch.

## Privates
Helena Dornheim ist die Tochter von Michael Dornheim, einem ehemaligen Volleyball-Nationalspieler.